# やぶさかではございません
『やぶさかではございません』は、Maritaによる日本の漫画作品。電子コミックサービス「LINEマンガ」限定レーベル「ジーンLINE」（KADOKAWA）にて、2023年3月2日から2024年7月18日まで連載された。
2025年4月から6月まで、テレビ東京系にてテレビドラマが放送された。

## あらすじ
初恋のトラウマで恋愛ができなくなった不思議麻衣は、ある日立ち寄った「サイレントカフェ」でアルバイトをすることになる。そこで出会ったアルバイトの先輩・上下 亮に興味を抱かれてしまう。

## 書誌情報
- Marita 『やぶさかではございません』 KADOKAWA〈ジーンLINEコミックス〉、全5巻
  1. 2023年9月15日発売[4]、ISBN 978-4-04-682699-2
  2. 2023年9月15日発売[5]、ISBN 978-4-04-682700-5
  3. 2024年1月15日発売[6]、ISBN 978-4-04-683118-7
  4. 2024年7月12日発売[7]、ISBN 978-4-04-683748-6
  5. 2025年4月15日発売[8]、ISBN 978-4-04-684630-3

## テレビドラマ
2025年4月3日（2日深夜）から6月19日（18日深夜）までテレビ東京系「ドラマNEXT」枠で放送された。主演は松村沙友理。

### キャスト

#### 主要人物
不思議麻衣（ふしぎ まい）
演 - 松村沙友理（中学生時代：五藤希愛）
サイレントカフェ「アサガオ」で働く。各種資格を取得しており、恋愛以外は何でも完璧にこなす。
上下亮（かみしも りょう）
演 - 駒木根葵汰
カフェの同僚の年下の男子。フリーのITエンジニアとしても働く。男女関係なく人との距離が近い。

#### アサガオ
縫目玄（ぬいめ げん）
演 - 濱正悟
臨時スタッフ。作家として活動する。
手相なな（てそう なな）
演 - 田畑志真
スタッフでムードメーカー。
各自桃子（かくじ ももこ）
演 - 安藤聖
キッチン担当。作る料理は絶品。
各自一弘（かくじ かずひろ）
演 - 東根作寿英
経営者兼店長で桃子の夫。愛妻家。亮・玄とは親戚関係。

#### その他
戸棚千尋（とだな ちひろ）
演 - 片山萌美
麻衣の親友で一番の理解者。アメリカ在住。
不思議慈子（ふしぎ やすこ）
演 - 櫻井淳子
麻衣の母。
水面綾（みなも あや）
演 - 木﨑ゆりあ
上下亮の元彼女。

### スタッフ
- 原作 - Marita『やぶさかではございません』（ジーンLINEコミックス / KADOKAWA刊）[3]
- 監督 - 安村栄美、井上雄介、山下宏樹[3]
- 脚本 - 川﨑いづみ[3]
- 音楽プロデューサー - 舘野信博[3]
- 音楽 - 金民智、今村良太[3]
- オープニングテーマ - DXTEEN「Tick-Tack」（UNIVERSAL SIGMA / LAPONE ENTERTAINMENT）[13]
- エンディングテーマ - 可憐なアイボリー「恋のガイドブック」（CROWN GOLD）[13]
- チーフプロデューサー - 山鹿達也（テレビ東京）[3]
- プロデューサー - 鈴木里佳子（テレビ東京）、阿部真士（PROTX）、左東良太（PROTX）[3]
- 協力プロデューサー - 平部隆明（ユニオン映画）、岡本慶章（ユニオン映画）[3]
- 製作著作 - 「やぶさかではございません」製作委員会[3]
- 制作 - テレビ東京、PROTX[3]

### 放送日程
| 各話   | 放送日  | サブタイトル                          | 監督     |
| ------ | ------- | ------------------------------------- | -------- |
| 第1話  | 4月03日 | 俺のこと、観察してくれませんか?       | 安村栄美 |
| 第2話  | 4月10日 | 唇……触られた                          | 安村栄美 |
| 第3話  | 4月17日 | 突然の……キス                          | 安村栄美 |
| 第4話  | 4月24日 | スキンシップしないとは言ってないだろ? | 井上雄介 |
| 第5話  | 5月01日 | とんでもない、彼氏感                  | 井上雄介 |
| 第6話  | 5月08日 | 『彼氏予約』キャンセル!?              | 安村栄美 |
| 第7話  | 5月15日 | おまたせしました、今日から私を……      | 安村栄美 |
| 第8話  | 5月22日 | 恋人同士の初デート                    | 山下宏樹 |
| 第9話  | 5月29日 | 今カノと元カノの遭遇                  | 山下宏樹 |
| 第10話 | 6月05日 | 決死の?○○○デート                      | 安村栄美 |
| 第11話 | 6月12日 | 理想の恋人って?                       | 安村栄美 |
| 最終話 | 6月19日 | やぶさかでは、ございません!           | 安村栄美 |

- 第8話は前日の『世界卓球2025』（18:25 - 22:30）放送に伴う特別編成の関係で、41分繰り下げられ、1時11分 - 1時41分に放送された。

### 放送局
| 放送期間               | 放送時間                     | 放送局         | 対象地域       | 備考   |
| ---------------------- | ---------------------------- | -------------- | -------------- | ------ |
| 2025年4月3日 - 6月19日 | 木曜 0:30 - 1:00（水曜深夜） | テレビ東京     | 関東広域圏     | 製作局 |
|                        |                              | テレビ大阪     | 大阪府         |        |
|                        |                              | テレビ愛知     | 愛知県         |        |
|                        |                              | テレビせとうち | 岡山県・香川県 |        |
|                        |                              | テレビ北海道   | 北海道         |        |
|                        |                              | TVQ九州放送    | 福岡県         |        |

### ネット配信
| 配信開始月 | 配信サイト     | 配信料金     | 備考                              |
| ---------- | -------------- | ------------ | --------------------------------- |
| 2025年3月  | U-NEXT         | 定額制有料   | 同月26日の21:00より、一週先行配信 |
| 2025年4月  | ネットもテレ東 | 広告付き無料 | 見逃し配信                        |
| 2025年4月  | TVer           | 広告付き無料 | 見逃し配信                        |
| 2025年4月  | Lemino         | 広告付き無料 | 見逃し配信                        |

| テレビ東京系 ドラマNEXT                         | テレビ東京系 ドラマNEXT                             | テレビ東京系 ドラマNEXT                    |
| 前番組                                          | 番組名                                              | 次番組                                     |
| ----------------------------------------------- | --------------------------------------------------- | ------------------------------------------ |
| 五十嵐夫妻は偽装他人 （2025年1月9日 - 3月27日） | やぶさかではございません （2025年4月3日 - 6月19日） | 雨上がりの僕らについて （2025年7月3日 - ） |